# Jaligny-sur-Besbre
 Jaligny-sur-Besbre  là một xã ở tỉnh Allier thuộc miền trung nước Pháp.